# Aydan Siyavuş
Aydan Siyavuş (Istanbul, 15 maggio 1947 – Silivri, 11 gennaio 1998) è stato un allenatore di pallacanestro turco.

## Carriera
Ha guidato la Turchia ai Campionati europei del 1981 e a due edizioni dei Giochi del Mediterraneo (1981, 1983).

## Palmarès
- Campionato turco: 7

Eczacıbaşı: 1975-76, 1976-77, 1977-78, 1979-80, 1980-81, 1981-82
Efes Pilsen: 1983-84